# Турач східний
Тура́ч східний (Pternistis hildebrandti) — вид куроподібних птахів родини фазанових (Phasianidae). Мешкає в Східній Африці. Вид названий на честь німецького колекціонера і натураліста Йоганна Марії Гільдебрандта, який зібрав голотип східного турача.

## Опис

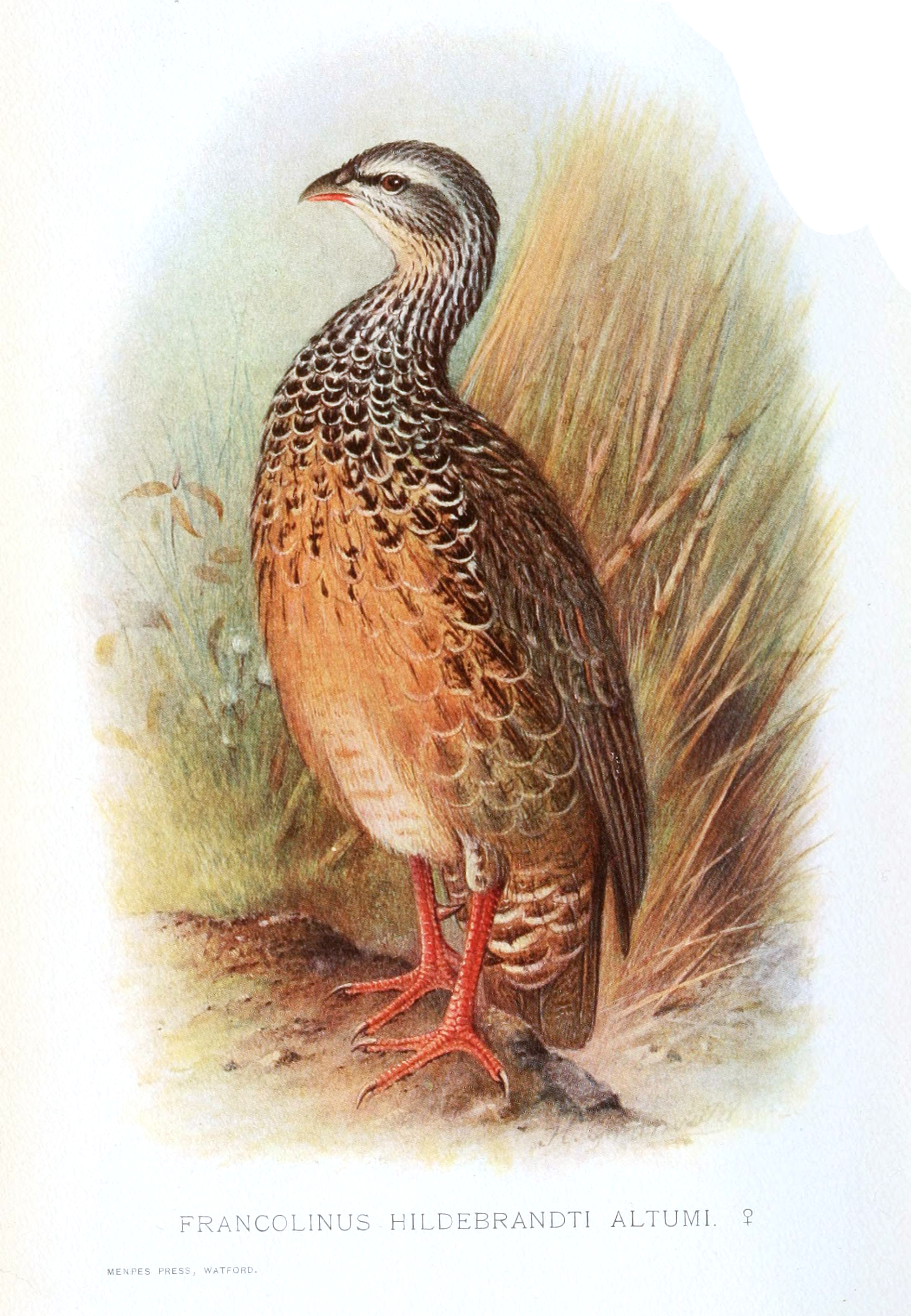
Східний турач

Довжина птаха становить 30-34 см, самиці є дещо меншими за самців. У самців забарвлення переважно білувате, шия, груди, живіт у них сильно поцятковані чорними лускоподібними плямками. Крила і хвіст коричневі, дзьоб і лапи червоні. Самиці мають переважно рудувато-коричневе забарвлення, поцятковане дрібними білими плямками.

## Підвиди
Виділяють два підвиди:
- P. h. hildebrandti (Cabanis, 1878) — Кенія, північна і західна Танзанія, Руанда, Бурунді, південний схід ДР Конго і північний захід Замбії;
- P. h. johnstoni (Shelley, 1894) — південно-східна Танзанія, північ Мозамбіку і Малаві.

## Поширення і екологія
Східні турачі мешкають в Кенії, Танзанії, Руанді, Бурунді, Демократичній Республіці Конго, Замбії, Малаві і Мозамбіку. Вони живуть на гірських схилах, порослих густими чагарниковими заростями і високою травою, в лісистих саванах міомбо, в акацієвих заростях, на берегах річок і озер. Зустрічаються невеликими зграйками по 6-12 птахів, переважно на висоті від 2000 до 2500 м над рівнем моря. Вони живляться цибулинами, бульбами, насіням, комахами та їх личинками. Сезон розмноження триває з квітня по грудень з піком у червні-липні. В кладці 4 кремових або світло-коричневих яєць.